# Soțul ideal
Soțul ideal (engleză: An Ideal Husband) este o comedie englezească din anul 1894 de Oscar Wilde. Piesa de teatru, scrisă în patru acte, se desfășoară în jurul unui șantaj și al corupției. Toate evenimentele au loc la Londra, în secolul al 19-lea, timp de douăzeci și patru de ore.

## Context
A fost jucată prima oară la Teatrul Haymarket din Londra la 3 ianuarie 1895 și apoi rejucată de 124 de ori. În luna aprilie a aceluiași an, Wilde a fost arestat pentru "indecență": numele său a dispărut din afișele piesei. 
Piesa a fost publicată prima oară în 1899 fără ca Wilde să fie menționat ca autor. Versiunea publicată este ușor diferită de piesa jucată, deoarece Wilde a adăugat o mulțime de dialoguri pentru actori și a redus numărul de scene.

## Prezentare
Piesa începe într-o zi de miercuri, în timpul unei petreceri care are loc seara în casa lui Sir Robert Chiltern aflată în Piața Grosvenor din Londra. Sir Robert, un prestigios membru al Camerei Comunelor, și soția sa de 27 de ani, Lady Chiltern, găzduiesc o adunare care-i include pe prietenul lor Lord Goring, un burlac elegant și prieten apropiat al familiei Chiltern, sora lui Mabel Chiltern și alți oaspeți binevoitori. Sir Robert Chiltern, un bărbat de aproape 50 de ani pare a fi soțul ideal și un gentleman desăvârșit, cel puțin așa crede soția sa și ceilalți. În timpul petrecerii, doamna Cheveley, o inamică a Lady Chiltern din timpul școlii, încearcă să-l șantajeze pe Sir Robert cu trecutul lui pentru  a o susține într-o schemă frauduloasă de construire a unui canal în Argentina. Doamna Cheveley știe cum s-a îmbogățit Sir Robert Chiltern: fostul mentor și iubitul ei, Baronul Arnheim, l-a convins pe tânărul Sir Robert să-i vândă un secret guvernamental, acela de a cumpăra ieftin acțiuni în Canalul Suez cu trei zile înainte ca guvernul britanic să fi anunțat achiziționarea sa. Astfel, Sir Robert a făcut avere cu bani iliciți, iar doamna Cheveley are o scrisoare care dovedește asta. Temându-se că-și va ruina cariera și mariajul, Sir Robert intenționează să-i satisfacă cererile sale.

## Personaje
- Sir Robert Chiltern, baronet, ministrul adjunct al afacerilor externe, membru venerabil al Camerei Comunelor
- Lady Gertrude Chiltern, soția lui Sir Robert Chiltern
- Lord Arthur Goring, cel mai bun prieten al lui Sir Robert Chiltern; fiul Lordului Caversham, burlac
- Lord Caversham, tatăl lui Sir Robert Chiltern
- Miss Mabel Chiltern, sora lui Sir Robert Chiltern
- Lady Markby, prietenă a familiei Chiltern
- Vicontele de Nanzhak, Atașat al Ambasadei Franței la Londra
- Mrs. Laura Cheveley, șantajista, fost colegă a Lady Chiltern
- Lady Basildon, prietenă a familiei Chiltern
- Mrs. Marchmont, prietenă a familiei Chiltern
- Mr. Monford, secretar al lui Sir Robert
- Meyson, majordomul lui Sir Robert Chiltern
- Phipps, majordomul Domnului Goring
- James, servitorul familiei Chiltern
- Harold, servitorul familiei Chiltern

## Ecranizări
- Soțul ideal (film din 1935): film german din 1935 regizat de Herbert Selpin cu actorii Brigitte Helm și Sybille Schmitz.
- Soțul ideal (film din 1947): film din 1947 produs de London Films cu actorii Paulette Goddard, Michael Wilding și Diana Wynyard.
- Soțul ideal (film din 1980): o versiune sovietică din 1980 cu actorii Ludmila Gurchenko și Yury Yakovlev, muzică de Edison Denisov.
- Soțul ideal (film din 1998): un film britanc cu actorii James Wilby și Jonathan Firth.
- Soțul ideal (film din 1999): versiune hollywoodiană cu actorii Julianne Moore, Minnie Driver, Jeremy Northam, Cate Blanchett și Rupert Everett.

## Teatru radiofonic
- 1958 - Soțul ideal  - traducere de Petru Dumitriu, adaptarea radiofonică și regia artistică Titi Acs. În rolurile principale joacă actorii Alexandru Critico, Clody Berthola, Aurelia Sorescu, Coty Hociung, Constantin Brezeanu, Tanți Cocea, Marieta Rareș, Tudorel Popa, Vasile Bulandra, Constantin Țăpârdea, Ion Lucian. Regia de studio Ion Vova, regia muzicală Paul Urmuzescu, regia tehnică ing. Gabriela Barca.

## Legături externe
- An Ideal Husband la Proiectul Gutenberg
- An Ideal Husband carte audio din domeniul public la LibriVox
- Text Arhivat în 3 iulie 2007, la Wayback Machine.
- Background information and study quizzes on An Ideal Husband
- 1952 Theatre Guild on the Air radio adaptation at Internet Archive

## Vezi și
- Listă de piese de teatru irlandeze
- 1895 în teatru